# C-группа
C-группа — это группа, в которой централизатор любой свёртки имеет нормальную силовскую 2-подгруппу. Этот класс включает в качестве специальных случаев CIT-группы, в которых централизатор любой свёртки является 2-группой, и TI-группы, в которых любые силовские 2-подгруппы имеют тривиальное пересечение.
Простые C-группы определил Сузуки, а его классификацию  подытожил Горенштейн . Классификация C-групп использовалась в Томпсоновской классификации  N-групп.
Простыми C-группами являются 
- проективные специальные линейные группы PSL2(p), где p является простым числом Ферма или Мерсенна
- проективные специальные линейные группы PSL2(9)
- проективные специальные линейные группы PSL2(2n) для {\displaystyle n\geqslant 2}
- проективные специальные линейные группы PSL3(q), где q является степенью простого числа
- Группы Сузуки Sz(22n+1) для {\displaystyle n\geqslant 1}
- проективные унитарные группы PU3(q), где q является степенью простого числа

## CIT-группы
C-группы включают в качестве специальных случаев CIT-группы, в которых централизатор любой свёртки является 2-группой. Эти группы классифицировал Сузуки и простые группы этого класса являются C-группами, отличными от PU3(q) и PSL3(q). Группы, силовские 2-подгруппы которых являются элементарными абелевыми, были классифицированы в статье Бёрнсайда, которая была на многие годы забыта, пока её не обнаружил в 1970 году Фейт.

## TI-группы
C-группы включают в качестве специальных случаев TI-группы (группы тривиальных пересечений), которые являются группами, в которых любые две силовские 2-подгруппы имеют тривиальное пересечение. Группы классифицировал Сузуки, а простые группы этого класса являются группами PSL2(q), PU3(q), Sz(q) для q, равного степени 2.